# Cyrille Merville
Cyrille Merville (* 14. April 1982 in Amiens) ist ein französischer ehemaliger Fußballtorhüter.

## Karriere
Merville begann seine Karriere in seiner Heimatstadt Amiens beim SC Amiens, dem er als Profifußballer acht Jahre die Treue hielt, in denen er auf 154 Einsätze kam. Bereits im für einen Torhüter jungen Alter von 19 Jahren saß er regelmäßig auf der Bank und kam am 23. März 2002 zu seinem ersten Einsatz in der Ligue 2, als er zur zweiten Halbzeit für Julien Lachuer eingewechselt wurde. In der folgenden Saison vertrat er seinen sechs Jahre älteren Kollegen noch zehnmal, bevor dieser zu SCO Angers wechselte, und Merville in der Saison 2003/04 alle Spiele bestritt. Merville war noch bis zum Sommer 2007 Stammtorhüter bei Amiens, bis der Verein und er sich entschlossen, getrennte Wege zu gehen, und Merville nach Troyes wechselte.
Auch bei seinem neuen Verein war er auf Anhieb gesetzt, doch das Team stieg in der Saison 2008/09 als Vorletzter ab, sodass er nach Arles ging, und so in der Ligue 2 blieb. Die Mannschaft schaffte mit Merville als Rückhalt sogar den Aufstieg in die Ligue 1, wo der Klub allerdings als Letzter mit lediglich 20 Punkten direkt wieder abstieg. In dieser Spielzeit war Merville kein unumstrittener Stammspieler mehr gewesen, war aber – nachdem die Mannschaft ohne ihn siebenmal in Folge verloren hatte – wieder zur Nr. 1 geworden. Zur Saison 2011/12 wechselte er zum Drittligisten Olympique Nîmes, mit dem er als Stammtorhüter in seiner ersten Spielzeit den Aufstieg in die Ligue 2 erreichte.
Im Juni 2014 unterschrieb er für zwei Jahre beim Zweitligaaufsteiger US Créteil. Er debütierte beim Saisonauftakt am 1. August.